# Rheinmetall-Borsig MG 131
La MG 131 (raccourci de l'allemand Maschinengewehr 131 ou Mitrailleuse 131) est une mitrailleuse d'aviation de calibre 13 mm, conçue par Rheinmetall-Borsig en 1938, et produite de 1940 à 1945. 
Elle fut montée sur de nombreux appareils  de la Luftwaffe durant la Seconde Guerre mondiale, soit sur des affûts fixes, soit sur des tourelles simples ou jumelées. Lorsqu'elle était montée pour tirer à travers le champ de l'hélice, elle possédait alors une mise à feu électrique, ce qui permettait de maintenir une cadence de tir élevée, malgré la synchronisation.
C'est l'équivalent allemand de la mitrailleuse Browning M2 américaine.

## Utilisations
- Arado Ar 440 - Chasseur lourd (Prototype)
- Blohm & Voss BV 222 Wiking - Hydravion
- Focke-Wulf Fw 190 - Chasseur
- Focke-Wulf Fw 200 Condor - Bombardier
- Dornier Do 18 - Hydravion
- Junkers Ju 52 - Avion de transport
- Junkers Ju 88 - Bombardier moyen
- Junkers Ju 290 - Patrouilleur maritime
- Junkers Ju 388 Störtebeker - Bombardier léger / Chasseur nocturne
- Junkers Ju 488 - Bombardier stratégique (prototype)
- Gotha Ka 430 - Planeur de transport (prototype)
- Heinkel He 177 Greif bomber - Bombardier
- Messerschmitt Bf 109 - Chasseur
- Messerschmitt Me 209-II - Chasseur (prototype)
- Messerschmitt Me 265 (en) - Chasseur lourd (prototype)
- Messerschmitt Me 310 - Chasseur lourd (prototype)
- Messerschmitt Me 410 Hornisse - Chasseur lourd
- Messerschmitt Me 509 - Chasseur (prototype)
- Sicherungsfahrzeug UE(f) - Chenillette Blindée de fabrication française pour la surveillance des aérodromes.
- Avia S-199 - Version tchécoslovaque d'après-guerre du Bf 109 allemand.

## Munitions
Calibre13 × 64B
Type de munition
- Perforante traçante APT de 38 g,
- Perforante incendiaire de 38,5 g
- Explosive incendiaire HEI-t (mélange de 1,4 g de PETN et 0,3 g de thermite) de 34 g

### Armes comparables
- Mitrailleuse Type 2 Adaptation nippone de la MG 131.
- Browning M2 Mitrailleuse américaine en calibre 12,7 × 99 mm OTAN
- Breda-SAFAT Mitrailleuse italienne en calibre 12,7 × 81 SR mm
- Berezin UB Mitrailleuse soviétique en calibre 12,7 × 108 mm